# Zwarte waterspreeuw
De zwarte waterspreeuw (Cinclus pallasii) is een zangvogel uit de familie Cinclidae (waterspreeuwen).

## Verspreiding en leefgebied
Deze soort telt 3 ondersoorten:
- C. p. tenuirostris: van noordelijk Afghanistan en de bergen van centraal Azië tot de centrale Himalaya.
- C. p. dorjei: van de oostelijke Himalaya tot Myanmar en noordwestelijk Thailand.
- C. p. pallasii: van oostelijk Siberië tot centraal China, oostelijk tot Sachalin, de Koerilen, Japan en Taiwan, zuidelijk tot zuidelijk China en noordelijk Indochina.